# Ordem de Mérito da Coroa da Prússia
A Ordem de Mérito da Coroa da Prússia (em alemão: Verdienstorden der Preußischen Krone) foi um título honorífico de mérito civil e militar, criado em 18 de Janeiro de 1901 pelo rei Guilherme II da Prússia, por ocasião do bicentenário da fundação do Reino da Prússia. A Ordem tinha apenas uma classe e consistia de um emblema e uma estrela de peito. No caso de mérito militar, o título era composto por espadas cruzadas.

## Descrição do título
O Emblema da Ordem era composto por uma cruz de Malta em azul-esmalte, feita de ouro de 18 quilates, com um bordo granulado. Entre os braços da cruz, está uma coroa em vermelho esmaltada, rodeada por um "W II" ("W" de Wilhelm II - Guilherme II em português). Ao centro tem uma coroa de ouro de vermelho-esmalte, rodeada por um anel azel-esmalte com a inscrição, a ouro, "Gott Mit Uns" ("Deus Connosco"). No reverso, tem as iniciais IR W II de Imperator Rex Wilhelm II (latim para Imperador Rei Guilherme II), rodeada com a data "18 de Janeiro de 1901".
A Estrela de peito tinha oito pontas e é igual à face da cruz descrita no parágrafo anterior.
A Cruz era usada numa faixa que partia do ombro direito, em diagonal, para a anca esquerda, com a estrela no lado direito do peito.

## Premiação
A ordem premiou apenas 57 vezes. General von Gossler foi a única pessoa que recebeu a premiação nos dois departamentos(civil e militar).

### Receptores
- Rei Guilherme II, da Prússia, em 18 de Janeiro de 1901
- Príncipe Alberto da Prússia, Regente do Ducado de Brunsvique em 18 de Janeiro de 1901
- Barão von Loë, Coronel prussiano, General de cavalaria e General-auxiliar, em 18  de Janeiro de 1901
- Conde Vladimir Lamsdorf, Ministro russo de assunto exteriores, em 21 de Setembro de 1901
- Conde Paul von Hatzfeldt, Embaixador alemão em Londres, em 8 de Novembro de 1901
- Küçük Mehmet Sait Paşa, Grão-vizir otomano, em 24 de Maio de 1902
- Vajiravudh, Principe herdeiro de Sião, em 11 de Junho de 1902
- Giulio Prinetti, Ministro de relações externas italiano, em 15 de Setembro de 1902
- Otto von Strubberg, General prussiano de infantaria, 21 October 1902
- Príncipe Hermann von Hatzfeldt, Governador prussiano de Silésia, em 22 de Junho de 1903
- Konrad Ernst von Gossler, General de infantaria prussiano, em 14 de Agosto de 1903
- Arthur Freiherr von Bolfras, Marechal-de-campo austríaco e General-auxiliar, em 18 de Setembro de 1903
- Conde Uexküll-Gyllenband, General austríaco e comandante do 2º Corpo da Cavalaria. em 18 de Setembro de 1903
- Conde de Abensperg e Traun, Coronel-Kämmerer austríaco, em 19 de Setembro de 1903
- Conde Carlos Khuen-Héderváry, Primeiro-Ministro, em 19  de Setembro de 1903
- Henrique Lascelles, Embaixador britânico em Berlim, em 30 de Junnho de 1904
- Damat Ferid Paşa, Grão-vizir otomano, em 24 de September de 1904
- Eberhardt zu Solms-Sonnewalde, Embaixado Prussiano, em 18 de Outubro de 1904
- Albert von Mischke, General prussiano e general-auxiliar de infantaria, em 18 de Outubro de 1904
- Edler von der Planitz, General de cavalaria austríaco e General-inspetor de cavalaria, em 24 de Abril de 1905
- Strukoff, General de cavalaria e General-auxiliar, em 4 de Junho de 1905
- August Graf zu Eulenburg, Ministro de estado, em 2 de Julho de 1905
- Graf zu Castell-Castell, Sargento-general bávaro e "High Steward", em 14 de Novembro de 1905
- Barão Max Wladimir von Beck, Primeiro-Ministro austríaco, em 22 de Junho de 1906
- Sándor Wekerle, Primeiro-Ministro húngaro, em 22 de Junho de 1906
- Fiedler, Comandante de artilharia Austríaco e comandante geral do Primeiro Corpo de Exército, em 7 de Maio de 1908
- Leopoldo Graf Gudenus, Coronel Austríaco, em 7 de Maio de 1908
- Graf Cziráky von Czirák und Dénesfalva, Obersthofmarschall austríaco, em 7 de Maio de 1908
- Arvid Lindman, Primeiro-Ministro sueco, em 3 de Agosto de 1908
- Hemming Gadd, General de infantaria sueco, em 3 de  Agosto de 1908
- Max von Hausen, General de infantaria saxão e Ministro de Estado, em 10 de Setembro de 1908
- Ahmed Tevfik Paşa, Marechal otomano, em 10 de Setembro de 1908
- Julius von Verdy du Vernois, General de infantaria prussiano, em 1 de Março de 1909
- Pyotr Arkadyevitch Stolypin, Primeiro-Ministro russo, em 17 de Junho de 1909
- Conde Franz Conrad von Hötzendorf, cabeça do comando geral austríaco, em 9 de Setembro de 1909
- Franz Freiherr von Schoen Aich, General de infantaria e Ministro de Guerra austríaco, em 9 de Setembro de 1909
- Carlos von Horn, General de infantaria e Ministro de Guerra bávaro, em 17 de Setembro de 1909
- Wilhelm von Linden-Suden, General de infantaria prussiano, em 7 de Abril de 1911
- Hermann von Blomberg, General de infantaria prussiano, em 13 de Setembro de 1911
- Georg von Kleist, General de cavalaria prussiana, em 6 de Abril de 1912
- Jules Greindl, Ministro de Estado belga, em 24 de Maio de 1912
- Sergei Dmitrievich Sazonov, Ministro de relações exteriores russo, em 4 de Julho de 1912
- Hans von Kirchbach, General de artilharia saxão, em 13 de Setembro de 1912
- Príncipe Katsura Tarō, Major com selo imperial e Primeiro-Ministro, em 19 de Setembro de 1912
- Pedro von Wiedenmann, General de artilharia bávara e General-auxiliar, em 19 de Dezembro de 1912
- Maximilian of being home, Corte bávara, em 19 de Dezembro de 1912
- Victor von Podbielski, Ministro de Estado prussiano, em 16 de Junho de 1913
- Walter Reinhold von Mossner, General de cavalaria prussiano, em 16 de Junho de 1913
- Clemens von Delbrück, Ministro de Estado prussiano, em 24 de Junho de 1914
- Barão von Hammerstein-Loxten, General de infantaria prussiano, em 12 de Maio de 1917
- Reinhold Krämer, Secretário dos correios prussiano, em 6 de Agosto de 1917
- General Paul von Ploetz, General de infantaria prussiano, em 13 de Março de 1918

### Receptores com espadas
- Kanin, Príncipe do Japão, em 22 de Março de 1906
- Marquês Ōyama Iwao, Marechal japonês, em 22 de Março de 1906
- Karl Ludwig d'Elsa, General-coronel saxão, em 2 de Janeiro de 1917
- Ernst Konrad von Gossler, General de infantaria prussiano, em 10 de Fevereiro de 1917
- Ernst von Hoiningen, General de infantaria prussiano, em 6 de Março de 1917

### Receptores com diamantes
- Maximilian von Seinsheim, Corte bávara, em 15 de Dezembro de 1913